# Cabezuela
Cabezuela település Spanyolországban, Segovia tartományban. Cabezuela Cantalejo, Puebla de Pedraza, Muñoveros, Veganzones, Turégano, Aguilafuente, Lastras de Cuéllar és Sauquillo de Cabezas községekkel határos. Lakosainak száma 656 fő (2024).

## Népesség
A település népessége az elmúlt években az alábbi módon változott:
| Lakosok száma | 698  | 719  | 718  | 729  | 701  | 687  | 681  | 664  | 643  | 656  |
|               | 2001 | 2004 | 2007 | 2009 | 2012 | 2014 | 2017 | 2019 | 2022 | 2024 |